# トランスTV
トランスTV(インドネシア語: Trans TV)は、南ジャカルタに拠点を置くインドネシアの地上波テレビチャンネル。